# Torneo ATP de Amberes 2018
El European Open 2018 fue un torneo de tenis perteneciente al ATP Tour 2018 en la categoría ATP World Tour 250. El torneo tuvo lugar en la ciudad de Amberes (Bélgica) desde el 15 hasta el 21 de octubre de 2018 sobre canchas duras.

## Distribución de puntos
| Modalidad            | Campeón | Finalista | Semifinales | Cuartos de final | 2ª ronda | 1ª ronda | Clasificados | 2ª ronda de clasificación | 1ª ronda de clasificación |
| Individual masculino | 250     | 165       | 100         | 50               | 25       | 0        | 13           | 7                         | 0                         |
| Dobles masculino     | 250     | 150       | 90          | 45               | 20       | 0        | -            | -                         | -                         |

## Cabezas de serie

### Individuales masculino
| Tenista           | Ranking | Preclasificado |
| Kyle Edmund       | 14      | 1              |
| Diego Schwartzman | 16      | 2              |
| Milos Raonic      | 20      | 3              |
| Richard Gasquet   | 25      | 4              |
| Gilles Simon      | 31      | 5              |
| Gaël Monfils      | 37      | 6              |
| Frances Tiafoe    | 40      | 7              |
| Robin Haase       | 44      | 8              |

- Ranking del 8 de octubre de 2018.[2]

### Dobles masculino
| Tenistas                             | Ranking | Preclasificados |
| Ben McLachlan Jan-Lennard Struff     | 43      | 1               |
| Nicolas Mahut Édouard Roger-Vasselin | 44      | 2               |
| Robin Haase Matwé Middelkoop         | 65      | 3               |
| Divij Sharan Artem Sitak             | 75      | 4               |

## Campeones

### Individual masculino
Kyle Edmund venció a  Gaël Monfils por 3-6, 7-6(7-2), 7-6(7-4)

### Dobles masculino
Nicolas Mahut /  Édouard Roger-Vasselin vencieron a  Marcelo Demoliner /  Santiago González por 6-4, 7-5